# Piga

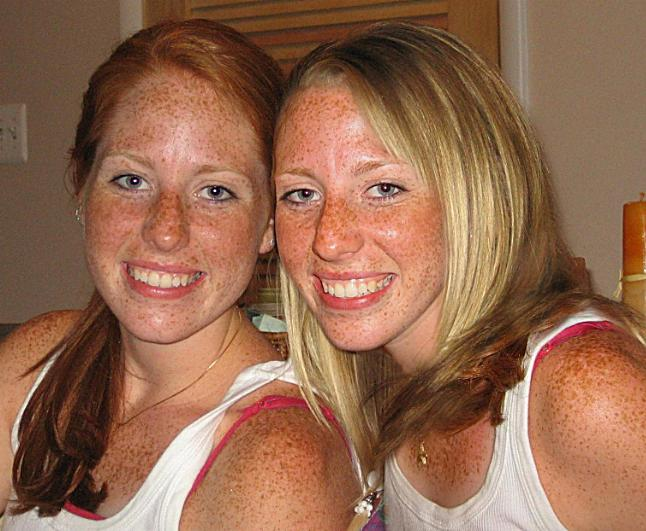
Dones amb moltes pigues.

Les pigues, o científicament efèlides, en els humans són taques cutànies, de color marró clar, de melanina en la pell que apareixen en persones de complexió clara. A diferència dels lentígens en les pigues no hi ha un increment de les cèl·lules que produeixen la melanina (melanòcits).
Les pigues es troben de manera predominant a la cara, però poden aparèixer en qualsevol part de la pell exposada al sol.
En els animals les pigues són les taques petites que tenen en el pelatge o el plomatge.
Les pigues no són un trastorn cutani. Les persones amb pigues normalment tenen una concentració més baixa de melanina fotoprotectiva i, per tant, són més susceptibles a danys per efecte de la radiació ultraviolada i n'han d'evitar la sobreexposició. La formació de pigues està desencadenada per l'exposició a la llum solar i l'exposició a llum ultraviolada activa la melanina i fa que les pigues es tornin més fosques.
La predisposició a tenir pigues és genètica i està relacionada amb la presència de la variant de gen receptor de la melanocortina-1 MC1R. L'aparició de pigues és causada pel mateix procés amb què el Sol produeix el bronzejat, encara que la distribució de la melanina no és la mateixa.